# El Kelaâ des Sraghna
El Kelaâ des Sraghna (en arabe : قلعة السراغنة Qala'at as-Sraghna) ou bien Kalaat Sraghna est une ville marocaine située au nord de la ville de Marrakech, à 84 km de celle-ci. Sa population était de 93 927 habitants selon le recensement de 2014. Elle est la capitale de la province de Kalaat Sraghna.
Cette ville est d'une grande réputation agricole, particulièrement pour la culture de l'olivier, elle occupe  la première classe de la production d'olivier au niveau national.
La ville est aussi connue pour son souk chaque lundi ou tous les habitants de la province viennent acheter et vendre leurs produits, son souk est aussi connu pour la vente de bétail, fruits, légumes, poissons, viandes ainsi que de la restauration avec des spécialités locales.

## Étymologie
En tamazight médiéval, le terme Aserɣin (dont le pluriel est Iserɣinen), qui a donné le mot sarrazin, est employé pour désigner les peuples venant de la péninsule arabique et plus généralement du Moyen-Orient à cette époque-là. Il se rattache à la racine RƔ, qui prend principalement le sens de brûlure et l'acte de brûler, dans le verbe Serɣ. Les Iserɣinen désignent le fait d'avoir la couleur brûlée ou foncée. Le mot disparaîtra peu à peu pour être remplacé par Iɛraben, les Arabes,  proprement dit.

## Histoire
Selon les références historiques, la ville de Kelâat Es-Sraghna fut établie par le sultan Alaouite Moulay Ismaïl au XVIIe siècle car il voulait rassembler tout un ensemble de citadelles et de kasbah's afin de contrôler les mouvements des tribus montagnardes. D'autre part, la création de la ville à la période des Almoravides, Kelâat Es-Sraghna — litt. le « château des Sraghna » (de la tribu locale des Sraghna) —, indique clairement l'optimisation géopolitique à travers les bastions militaires. «Durant la période du sultan Moulay Ismael, les constructions militaires ont été fortifiées» indique l'historien spécialiste de la régoravides fut un projet pour contrôler la route de Fès-Marrakech, et par la même occasion lutter contre l'hérésie des Berghouatas, considérés comme des déviationniste religieux par les Almoravides, car ils avaient développé une religion dérivée de l’Islam.

## Agriculture
Cette région est le royaume de l'olivier car dans le secteur de l'arboriculture il demeure l'arbre prédominant. Sa culture s'étend sur plus de 43 000 hectares, soit quelque 91 % de l'ensemble de la superficie réservée à la culture fruitière avec une production moyenne de plus de 100 000 tonnes pour une année normale, soit quelque 24 quintaux par hectare.
Cependant, certaines entraves empêchent une exploitation maximale du potentiel de la province dans ce domaine et la mise en avant de la qualité du terroir. Par exemple, la grande majorité des oléiculteurs utilisent des méthodes traditionnelles à faible rendement à cause du manque de fonds malgré l'énorme potentiel oléicole de la région, et par ailleurs le verger est considéré comme vieux avec 13 % des arbres qui dépassent les cinquante ans.

## Climat
Le climat de Kalaat Sraghna est tempéré méditerranéen à été chaud et sec (Csa) selon la classification de Köppen-Geiger. En hiver, les températures sont basses en raison de la proximité des sommets de l'Atlas couverts de neige. En été, les températures augmentent avec des périodes difficiles pendant lesquelles souffle le vent chaud, faisant monter les températures au-dessus de 45°C à l'ombre.
Les précipitations sont faibles et ne dépassent pas 250 millimètres.

## Personnalités liées à la commune
- Abdellah Hammoudi, anthropologiste marocain né à El Kelaâ des Sraghna en 1945. Il est actuellement professeur à l'université de Princeton, aux États-Unis.

## Photos

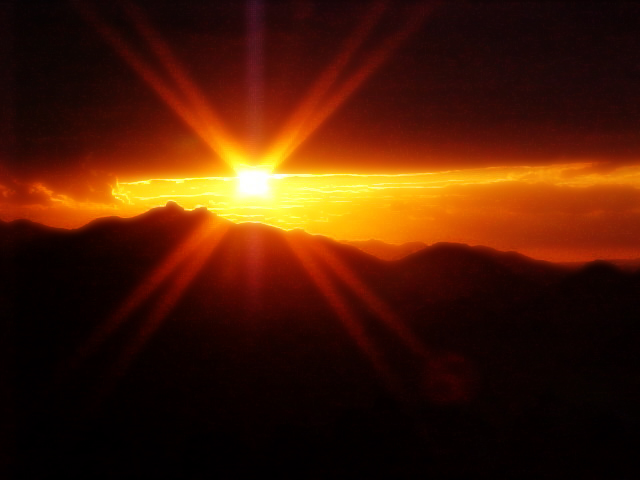
Coucher du soleil dans les montagnes (Al-Kodia) contournées la ville d'Elkelaa
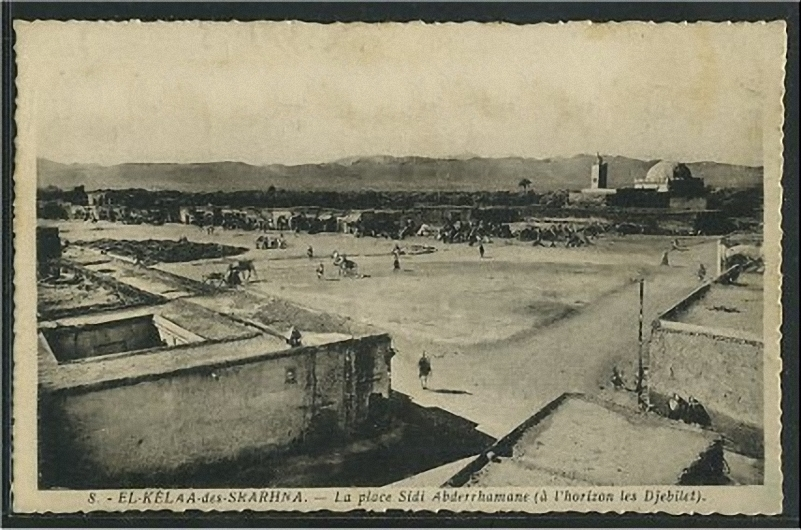
Le mausolée Saint Sidi Abderrahman en 1915. L'un des célèbres espaces spirituels à kelaat Sraghna.
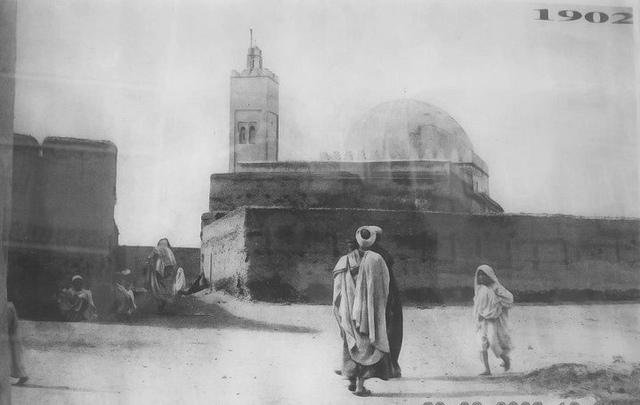
Mausolée Sidi Abderrahman en 1902.

## Lycées
La ville d'El Kelaâ des Sraghna possède huit lycées, un centre poly-disciplinaire et l'université Cadi Ayyad.

## Clubs Sportifs
- Wydad Athletic Serghini d'El Kalaâ
- Wydad Athletic Serghini d'El Kalaâ (handball)
- WASK Athletisme
- WASK volley-ball (volley-ball)
- WASK Basket-ball (Basket-ball)
- WASK Rugby